# Phaenagrotis hecateia
Phaenagrotis hecateia là một loài bướm đêm trong họ Noctuidae.